# Jan Wayne
Jan Wayne (uttalas YAN Wayne), född januari 1974 i Husum, Schleswig-Holstein. Hans riktiga namn är Jan Christiansen och han är en tysk electronica DJ och dance-producent, känd för sina remixer av andra artisters låtar.

## Diskografi

### Album
- 2002 - Back again
- 2003 - Gonna Move Ya

### Singlar
- 2001 - "Total Eclipse of the Heart"
- 2002 - "Because the Night"
- 2002 - "Only You"
- 2002 - "More Than a Feeling"
- 2003 - "Love Is a Soldier"
- 2003 - "1,2,3 (Keep the Spirit Alive)"
- 2004 - "Here I Am (Send Me an Angel)"
- 2005 - "Mad World"
- 2006 - "Time to Fly"
- 2006 - "All Over the World"
- 2007 - "I Touch Myself"
- 2007 - "She's Like the Wind"